# Scrophularia tenuipes
Scrophularia tenuipes är en flenörtsväxtart som beskrevs av Ernest Saint-Charles Cosson och Dur.. Scrophularia tenuipes ingår i släktet flenörter, och familjen flenörtsväxter. Inga underarter finns listade i Catalogue of Life.